# Andrej Trnavac
Andrej Trnavac (serbisch-kyrillisch Андреј Трнавац; * 13. Dezember 1998 in Belgrad, BR Jugoslawien) ist ein serbischer Handballspieler.

## Karriere

### Verein
Der 1,87 m große Torwart lernte das Handballspielen in der Jugend von RK Partizan Belgrad. Bei den Männer nahm er mit Partizan am EHF Challenge Cup und am Nachfolgewettbewerb, dem EHF European Cup, teil. Seit 2023 läuft er für den serbischen Verein RK Vojvodina auf. 2024 gewann er die serbische Meisterschaft, 2025 den serbischen Pokal.

### Nationalmannschaft
Bei den Mittelmeerspielen 2022 gewann Trnavac mit der serbischen A-Nationalmannschaft die Bronzemedaille. Bisher bestritt er fünf Länderspiele.